# پرچم لیبی (۱۹۷۷–۲۰۱۱)

پرچم لیبی (۱۹۶۹–۱۹۷۲)

پرچم لیبی (۱۹۷۲–۱۹۷۷)

پرچم لیبی از سال ۱۹۷۷ تا ۲۰۱۱ پرچم جماهیری عربی خلق سوسیالیستی لیبی از سال ۱۹۷۷ تا ۱۹۸۶ میلادی و پرچم جماهیری عربی خلق سوسیالیستی عظمای لیبی تا سال ۲۰۱۱ میلادی بود. طرح این پرچم نسبت ۱:۲ است و در زمان خود تنها پرچم ملی تک رنگ در جهان به حساب می‌آمد.
در سال ۲۰۱۱ و پس از فروپاشی دولت قذافی، پرچم پادشاهی لیبی که از سال ۱۹۵۱ تا ۱۹۶۹ استفاده می‌شد دوباره به کار گرفته شد. اما پرچم استفاده شده در رژیم قذافی، همچنان مورد استفاده طرفداران و وفاداران به او قرار گرفت. از سال ۱۹۶۹ تا ۱۹۷۷ این کشور جمهوری عربی لیبی نامیده می‌شد و از پرچم قرمز-سفید-سیاه مشابه اکثر پرچم‌های سنتی ملی عربی استفاده می‌کرد که شباهتی به پرچم‌های مدرن مصر، عراق، سودان، سوریه و یمن داشت. در سال ۱۹۷۷ و پس از جنگ مصر و لیبی، پرچم سبز خالی که جایگزین پرچم قرمز-سفید-سیاه بود، برای جلوگیری از شباهت با مصر معرفی شد.